# Buathra luculenta
Buathra luculenta là một loài tò vò trong họ Ichneumonidae.